# Notis Marias

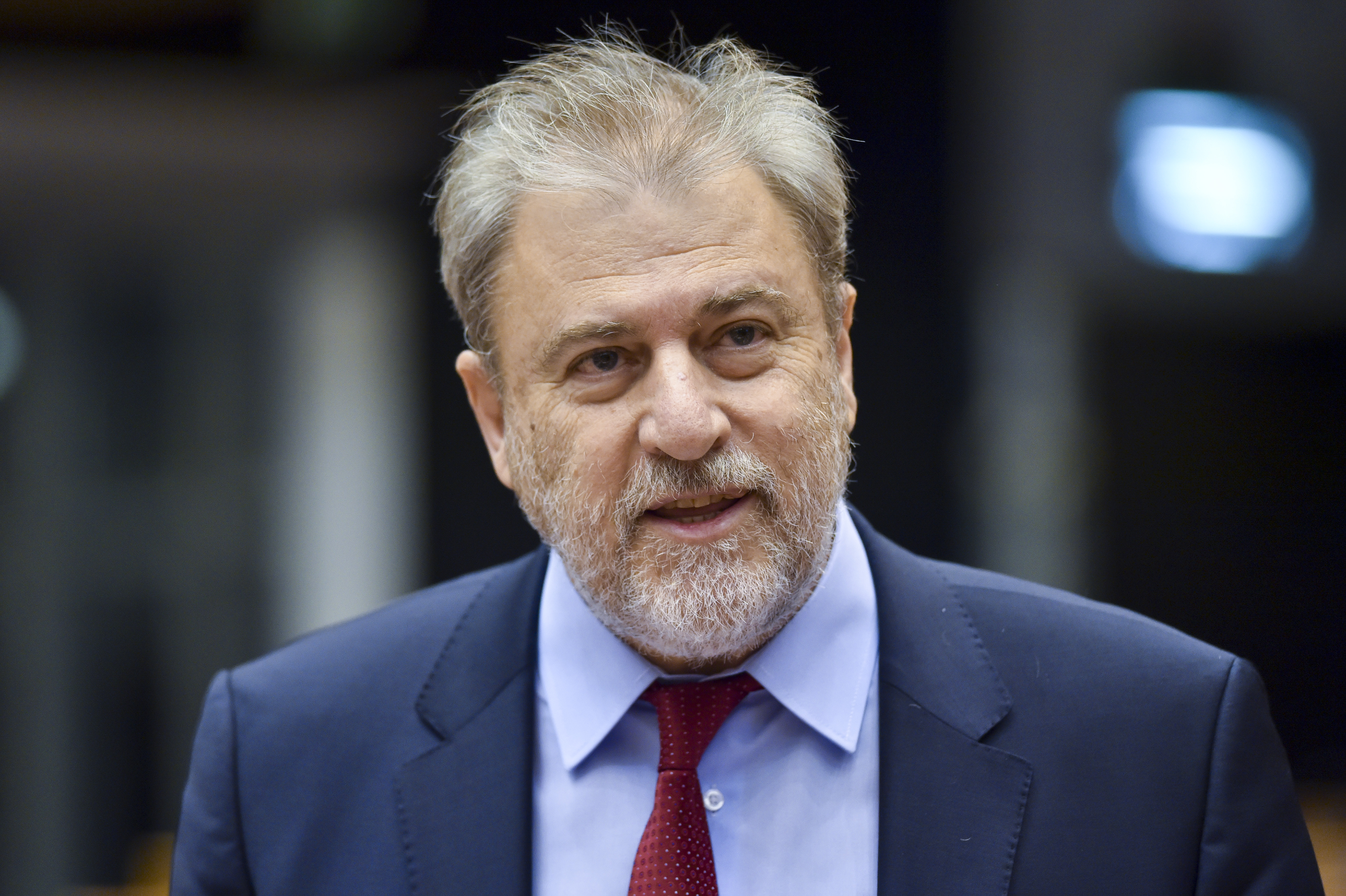
Notis Marias, 2017

Epaminondas „Notis“ Marias (griechisch Επαμεινώνδας «Νότης» Μαριάς, * 5. April 1957 in Thessaloniki) ist ein griechischer Sozialwissenschaftler und Politiker. Er wurde 2014 für die Anexartiti Ellines in das Europäische Parlament gewählt und im Januar 2015 aus der Partei ausgeschlossen. Im Parlament ist er Mitglied der Fraktion Europäische Konservative und Reformer.
Nach dem Hochschulabschluss in Geisteswissenschaften an der Universität Athen und dem Master of Laws an der London School of Economics and Political Science wurde er in Politik und Sozialwissenschaften an der Pantion-Universität Athen promoviert. Marias war Professor an der Sozialwissenschaftlichen Fakultät der Universität Kreta in Rethymno.
Marias gehörte seit der Maiwahl 2012 bis zum Jahresende 2014 als Abgeordneter des Wahlkreises Iraklio dem griechischen Parlament an.
Seit 2014 ist er als Mitglied des Europäischen Parlaments im Ausschuss für Wirtschaft und Währung, im Petitionsausschuss, in der Delegation für die Beziehungen zu den Maschrikländern und in der Delegation in der Parlamentarischen Versammlung der Union für den Mittelmeerraum.
Marias gründete 2017 die Partei Ellada – O allos Dromos.